# Cupaniopsis vitiensis
Cupaniopsis vitiensis är en kinesträdsväxtart som beskrevs av Ludwig Radlkofer. Cupaniopsis vitiensis ingår i släktet Cupaniopsis och familjen kinesträdsväxter. Inga underarter finns listade i Catalogue of Life.